# Моторна тестера
Моторна тестера  је преносива, механичка тестера која сече низом зубаца причвршћеним на ротирајући ланац који иде дуж шипке. Користи се у активностима као што су сеча стаблова, поткресивање, супрот, орезивање и берба огревног дрвета . Ланчане тестере са посебно дизајнираним комбинацијама шипки и ланаца развијене су као алат за употребу у уметности. Ове специјалне моторне тестере користе се за сечење бетона током грађења. Ланчане тестере се понекад користе за сечење леда, на пример, скулптура леда и зимско купање у Финској.

## Историја

### У хирургији
Расправља се о пореклу, али је алат сличан моторној тестери направљен око 1830. године од стране немачког ортопедисте Бернарда Хејна. Овај инструмент, остеотом, имао је карике ланца који носе мале резне зубе са ивицама постављеним под углом; ланац се померао око водећег сечива окретањем ручке зупчаника. Као што име говори, ово се користило за резање костију. Шкотски лекари, Џон Ајткен и Џејмс Џефри су користили прототип данашње тестере у дврној индустрији у касном 18. веку, за симпизиотомију и ексцизију оболелих костију. Ручна моторна тестера је изумљена око 1783–1785. Илустрована је у Ајткеновим принципима перпералне медицине (1785) док је Ајткен користио у својој соби за сецирање. Године 1806, Џефри је објавио дело „Случајеви ексцизије каријесних зглобова“, у коме је сабрао рад који је претходно објавио Х. Парк 1782. и превод рада француског лекара П. Ф. Мореа из 1803. са додатним запажањима Парка и Џефрија. Џефри је тврдио да је идеју моторне тестере за то време замислио независно, али била је 1790. година пре него што је успео да је произведе. Џефри је објаснио да ће моторна тестера правити мању рану при коришћењу. Симфизиотомија је имала превише компликација за већину, али Џефријеве идеје су прихваћене, посебно након развоја анестетика. Механизоване верзије моторне тестере су почеле да се развијају, али у каснијем 19. веку она је замењена хируршким Гигли тестерама. Међутим, током већег дела 19. века моторна тестера била је користан хируршки инструмент.

### За сечење дрва
Најранији патент за практичну „бескрајну моторну тестеру“ која се састоји од ланца карика које носе зубе тестере додељен је Фредерику Л. Магаву из Флатландса у Њујорку 1883. године, очигледно у сврху производње дасака истезањем ланца између бубњева са жљебовима. Каснији патент који укључује оквир за вођење је одобрен Самуелу Бенсу из Сан Франциска 17. јануара 1905. Његова намера била је обарање џиновског црвеног дрвећа. Прву преносиву моторну тестеру је 1918. године развио и патентирао канадски млинар Џејмс Шенд. Након што је 1930. године дозволио да му права застаре, његов изум је даље наставила да развија немачка компанија Фесто 1933. године. Компанија сада послује као Фестул за производњу преносних електричних алата. Остали важни сарадници модерне моторне тестере су Џозеф Буфорд Кокс и Андреас Стил ; који су патентирали и развили електричну моторну тестеру за употребу на местима за бушење 1926. године  и моторну тестеру на бензински погон 1929. године а у исто време су основали компанију која ће их масовно производити.
Други светски рат прекинуо је снабдевање немачких моторних тестера за Северну Америку, па су се појавили нови произвођачи, укључујући Industrial Engineering Ltd (ИЕЛ) 1939. године, претечу Pioneer Saws Ltd и део је Outboard Marine Corporation, најстаријег произвођача моторних тестера у Северној Америци.
McCulloch Motors Corporation у Северној Америци почео је да производи моторне тестере 1948. Рани модели били су тешки уређаји за две особе са дугим шипкама. Често су моторне тестере биле толико тешке да су имале точкове попут вучних тестера.
Након Другог светског рата, побољшања у дизајну алуминијума и мотора олакшала су изградњу моторних тестера до тачке када их је могла носити једна особа. Моторне тестере су готово у потпуности замениле једноставне тестере са мотором у шумарству. Долазе у многим димензијама, од малих електричних тестера намењених за употребу у кући и башти, до великих тестера „дрвосеча“. Припадници војних инжењерских јединица обучени су за употребу моторних тестера као и ватрогасци за борбу против шумских пожара.
Користе се три главна типа оштрача за моторне тестере: ручна турпија, електрична моторна тестера и монтирана на шипку.
Прву електричну моторну тестеру је изумео Стихл 1926. године. Моторне тестере са каблом постале су доступне за продају јавности од 1960-их па надаље,  али никада нису биле комерцијално успешне као старији тип на бензин због ограниченог домета, зависности од присуства електричне утичнице, плус здравственог и безбедносног ризика од близине оштрице каблу.
Томо већег дела раног 21. века моторне тестере са погоном на бензин остале су најчешћи тип, али су се суочиле са конкуренцијом од бежичних литијумских моторних тестера од касних 2010-их па надаље. Иако је већина акумулаторских моторних тестера мала и погодна само за подрезивање живих ограда и хирургију дрвећа, Хускварна и Стихл су почели да производе моторне тестере пуне величине за сечење трупаца почетком 2020-их. Моторне тестере на батерије би на крају требало да имају повећан тржишни удео у Калифорнији због државних ограничења која су планирана да ступе на снагу 2024. на опрему за башту на гас.

## Конструкција

### Мотор
Мотори моторних тестера су традиционално двотактни бензински (бензински) мотори са унутрашњим сагоревањем (обично запремине цилиндра од 30 до 120 cm³) или електрични мотори који се покрећу батеријом или електричним каблом. Мотори са унутрашњим сагоревањем у данашње време имају традиционални карбуратор или електронски подесиви карбуратор.
При употреби тестере понекад је неопходно да се прилагоди карбуратор, нпр. када ради на великој или малој надморској висини, или може да буде неопходно да се прилагоде њихови односи уља и бензина, да би исправно радили. Електронски контролисани карбуратори аутоматски извршавају сва подешавања. Ове системе обезбеђује већина произвођача великих тестера.
Да би се смањио замор корисника и проблеми са здрављем на раду, тестере су пригушене (заштићене од вибрација). Ово се постиже конструисањем тестере у два дела, повезана опругама или гумом на исти начин на који суспензија аутомобила изолује шасију од точкова и пута. Тестере се такође могу прегрејавати руковаоца. Неке тестере нуде зимски и летњи начин рада. Зимски режим се примењује на температурама испод 0 ° / 32 °, при чему се унутар поклопца отвара отвор тако да се задржава топли ваздух за ваздушни филтер и карбуратор, да би се спречило залеђивање. У топлијем окружењу отвор је затворен и обе јединице се не проветравају топлим ваздухом.
Да би осигурао довод чистог ваздуха у карбуратор, произвођачи моторних тестера нуде различите филтере са фином или мање фином мрежицом. У чистом околном ваздуху може се користити мање фини филтер, а у прашњавом окружењу други. Фини филтер одржава ваздух чистим до његовог оптималног нивоа (тј. 44 µm), али има тенденцију да се зачепи. То доводи до гашења мотора.
Савремени карбуратори за моторне тестере дизајнирани су тако да се моторима може управљати у различитим положајима, наглавачке или под нагибом од 90 степени. Рани мотори су се гасили при нагињању.